# Ligidium japonicum
Ligidium japonicum är en kräftdjursart som beskrevs av Karl Wilhelm Verhoeff 1918. Ligidium japonicum ingår i släktet Ligidium och familjen gisselgråsuggor. Inga underarter finns listade i Catalogue of Life.

## Bildgalleri

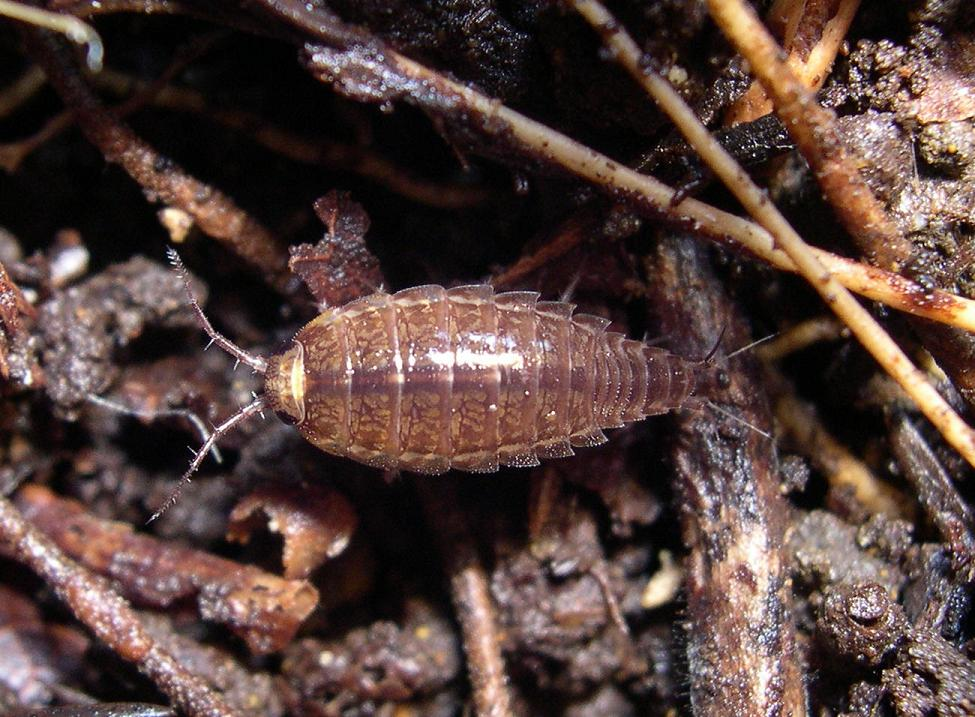
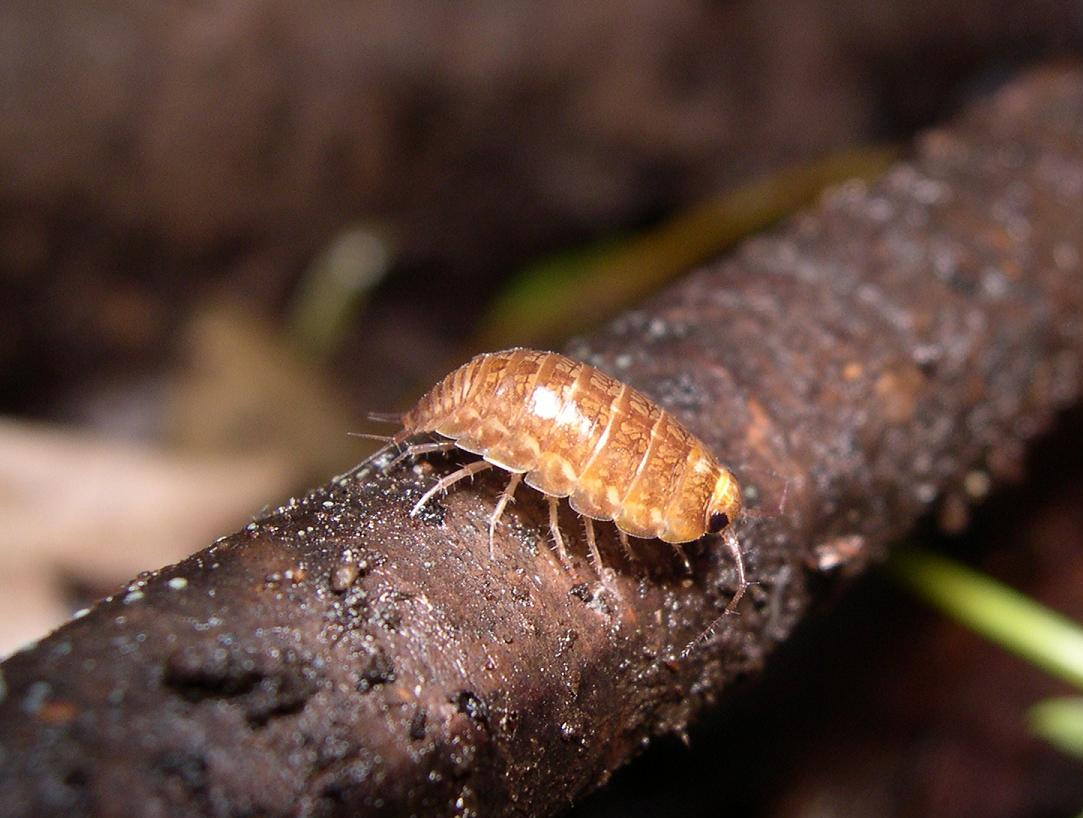